# Birmingham (Iowa)
Birmingham es una ciudad situada en el condado de Van Buren, Iowa, Estados Unidos. Tiene una población estimada, a mediados de 2022, de 373 habitantes.

## Geografía
Según la Oficina del Censo, la localidad tiene una superficie total de 2.64 km², de los cuales 2.63 km² corresponden a tierra firme y 0.01 km² están cubiertos de agua.

## Demografía

### Censo de 2020
Según el censo de 2020, en ese momento había 367 personas residiendo en la localidad. La densidad de población era de 139.54 hab./km². Había 193 viviendas, lo que representaba una densidad de 73.4 viviendas/km². El 95.64% de los habitantes eran blancos, el 0.54% eran afroamericanos, el 0.54% eran de otras razas y el 3.27% eran de una mezcla de razas. Del total de la población, el 2.18% eran hispanos o latinos de cualquier raza.

### Estimación 2018-2022
Según la estimación 2018-2022 de la Oficina del Censo, los ingresos medios de los hogares de la localidad son de $58,750 y los ingresos medios de las familias son de $66,607. El 12.9% de los habitantes viven por debajo de la línea de pobreza.